# Wulsttechnik

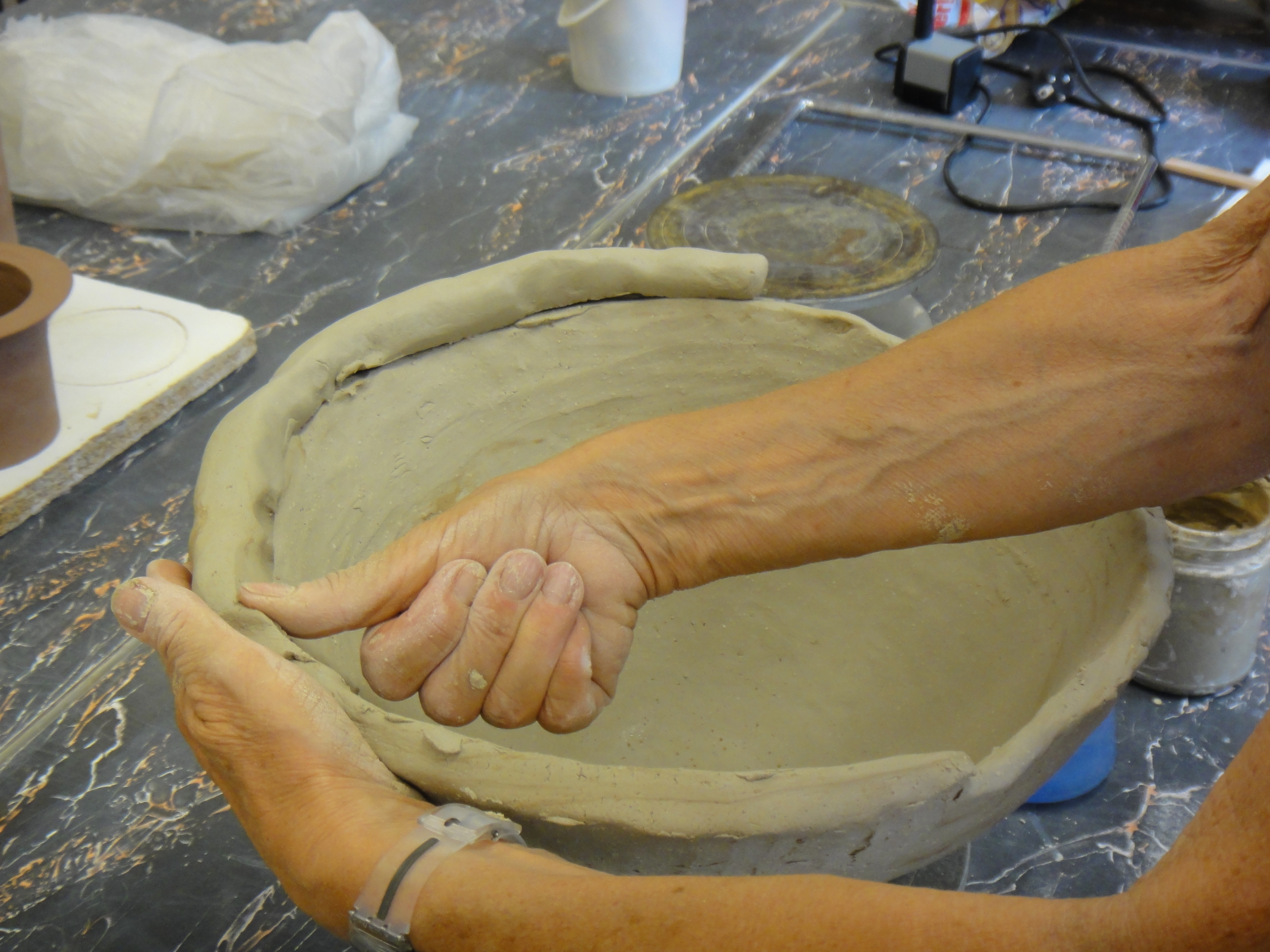
Herstellung einer Schale aus Steinzeugmasse in Wulsttechnik

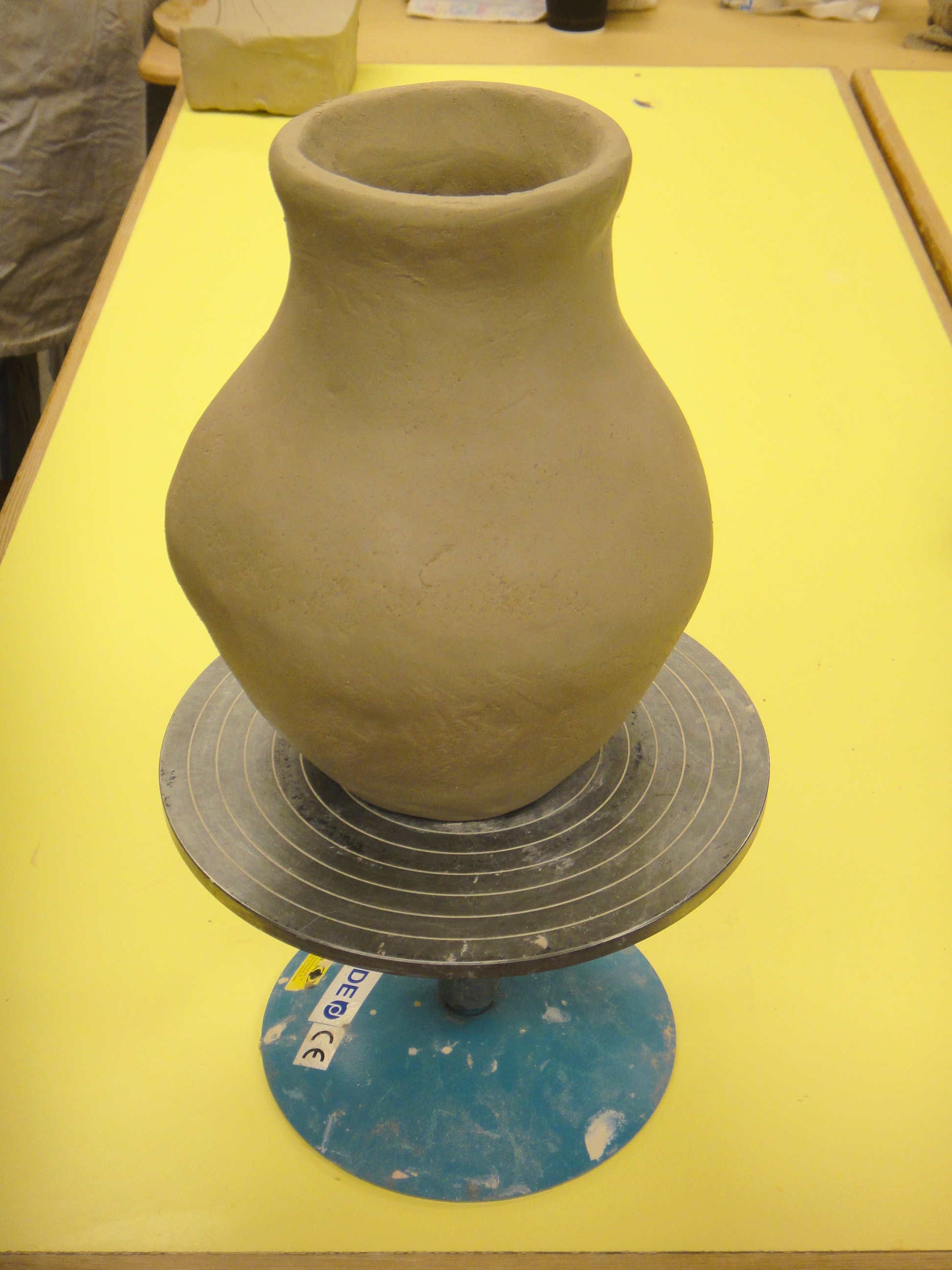
Grünling, noch feuchter Ton, aufgebaut in Wulsttechnik

Als Wulsttechnik wird eine keramische Grundtechnik zum Aufbau von Gefäßen und Skulpturen aus Ton bezeichnet. 
Es werden mehrere Lagen Tonrollen einem gegebenen Grundriss folgend aufeinander gesetzt. Die hierfür verwendeten Tonrollen können entweder von Hand gerollt oder in einer Strangpresse gepresst werden. Durch Aufrauen und Einschlickern (Aufbringen von Schlicker mittels Fingern oder entsprechenden Werkzeugen) der Verbindungsstelle erhält man eine saubere Verbindung der verschiedenen Lagen. Anschließend werden die hierbei entstehenden Fugen verstrichen und mit weichem Ton verputzt. 

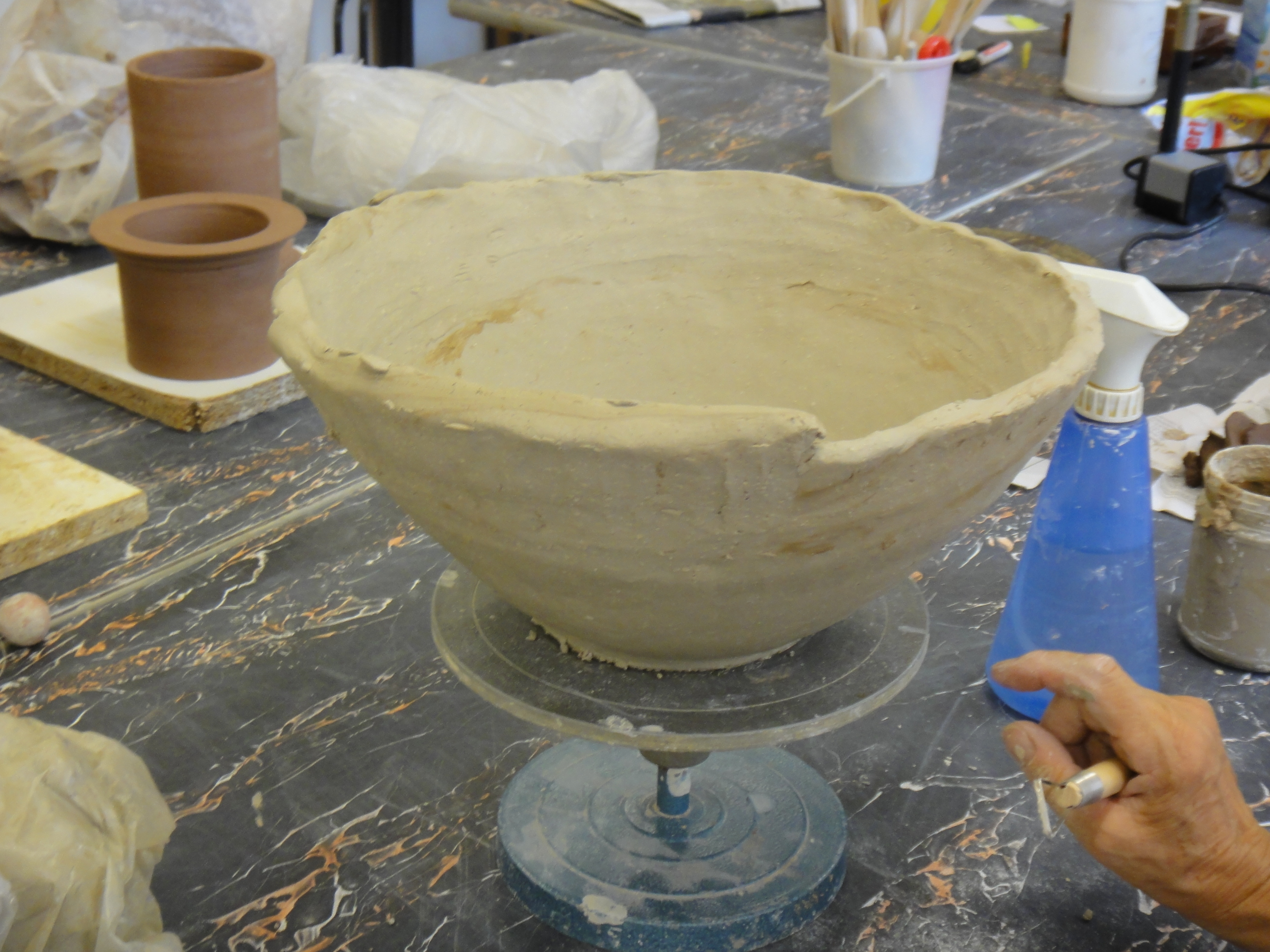
Herstellung einer Schale aus Steinzeugmasse in Wulsttechnik
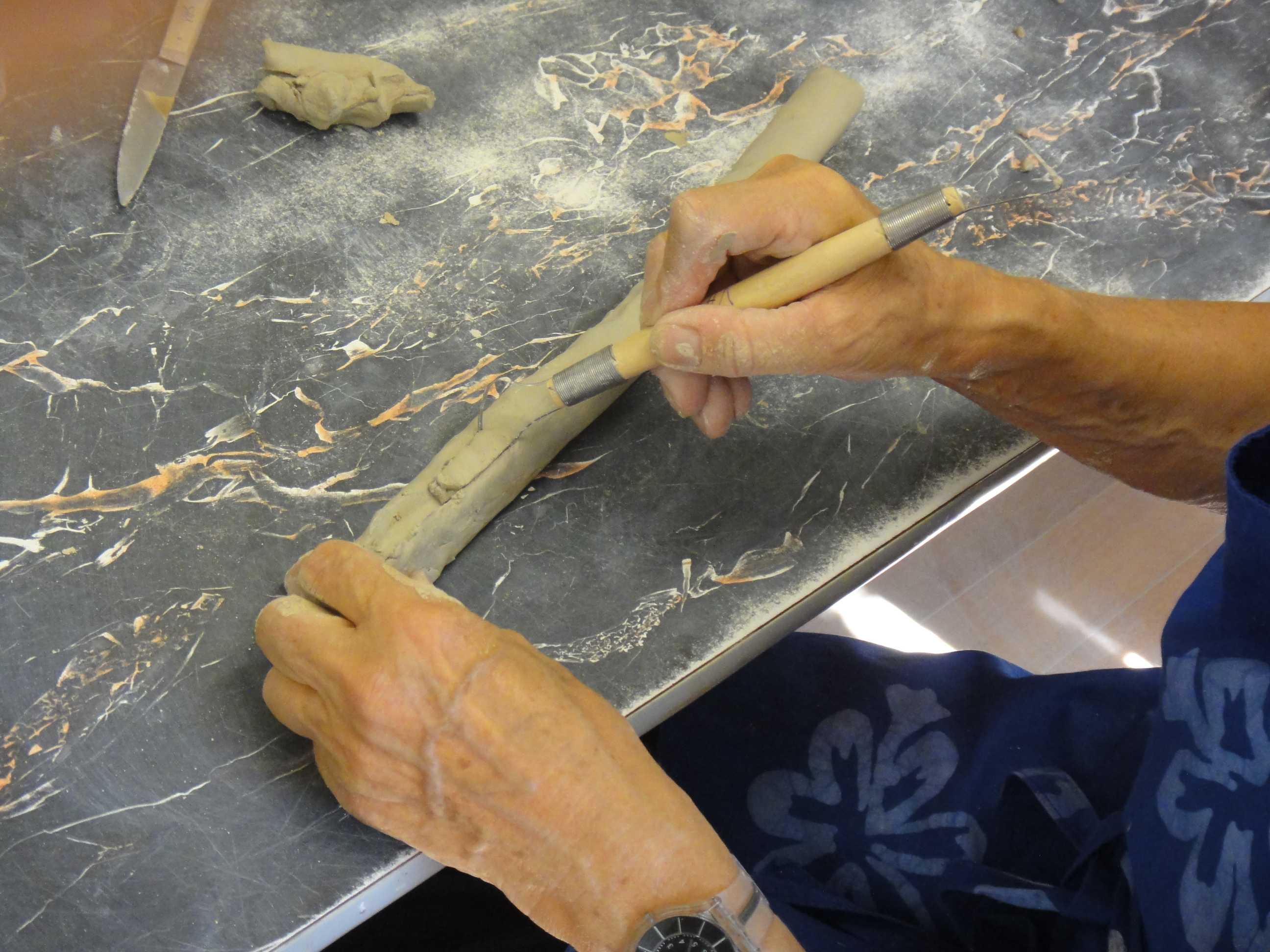
Vorbereitung des Wulstes
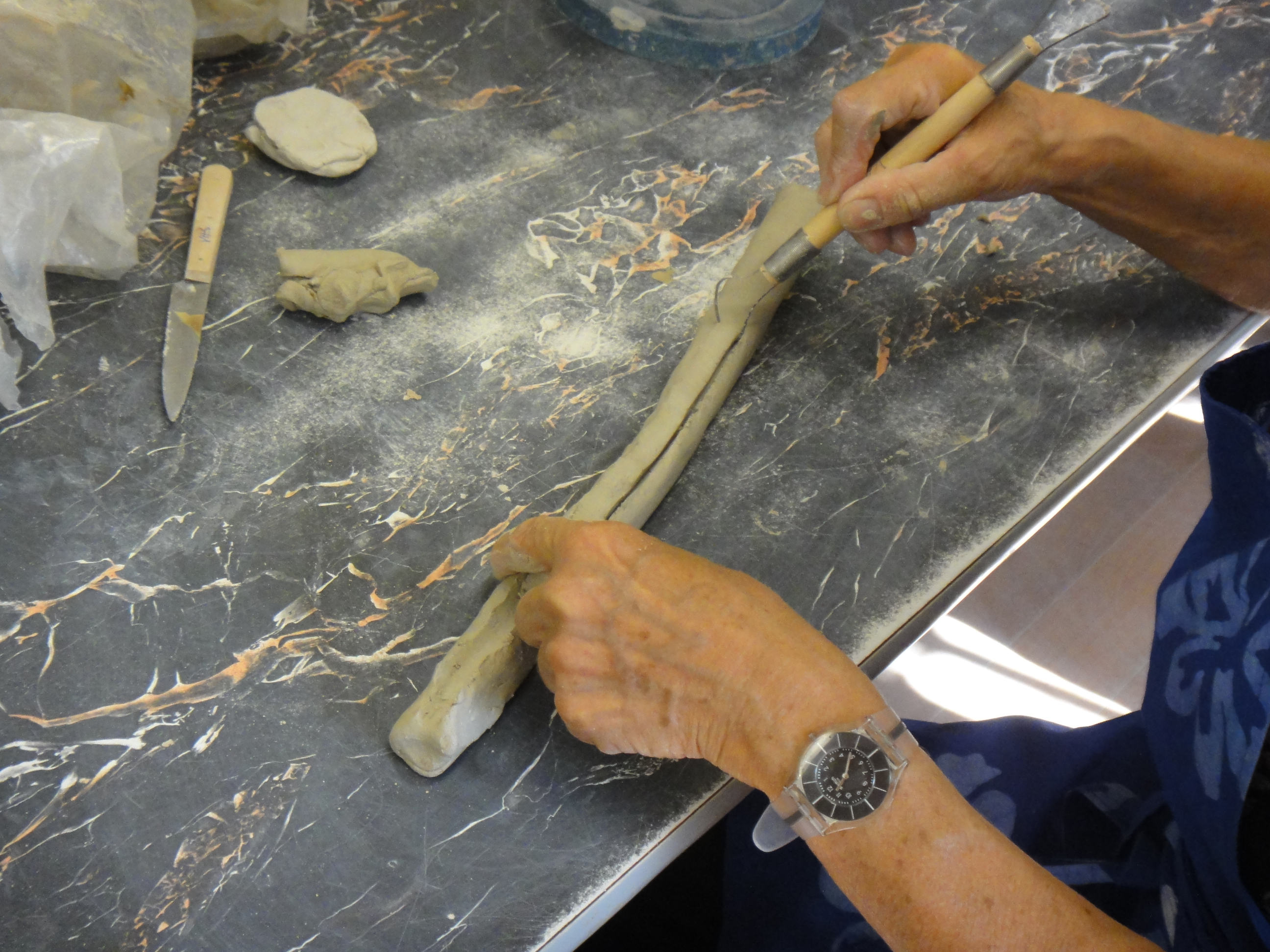
Auskehlen des Wulstes
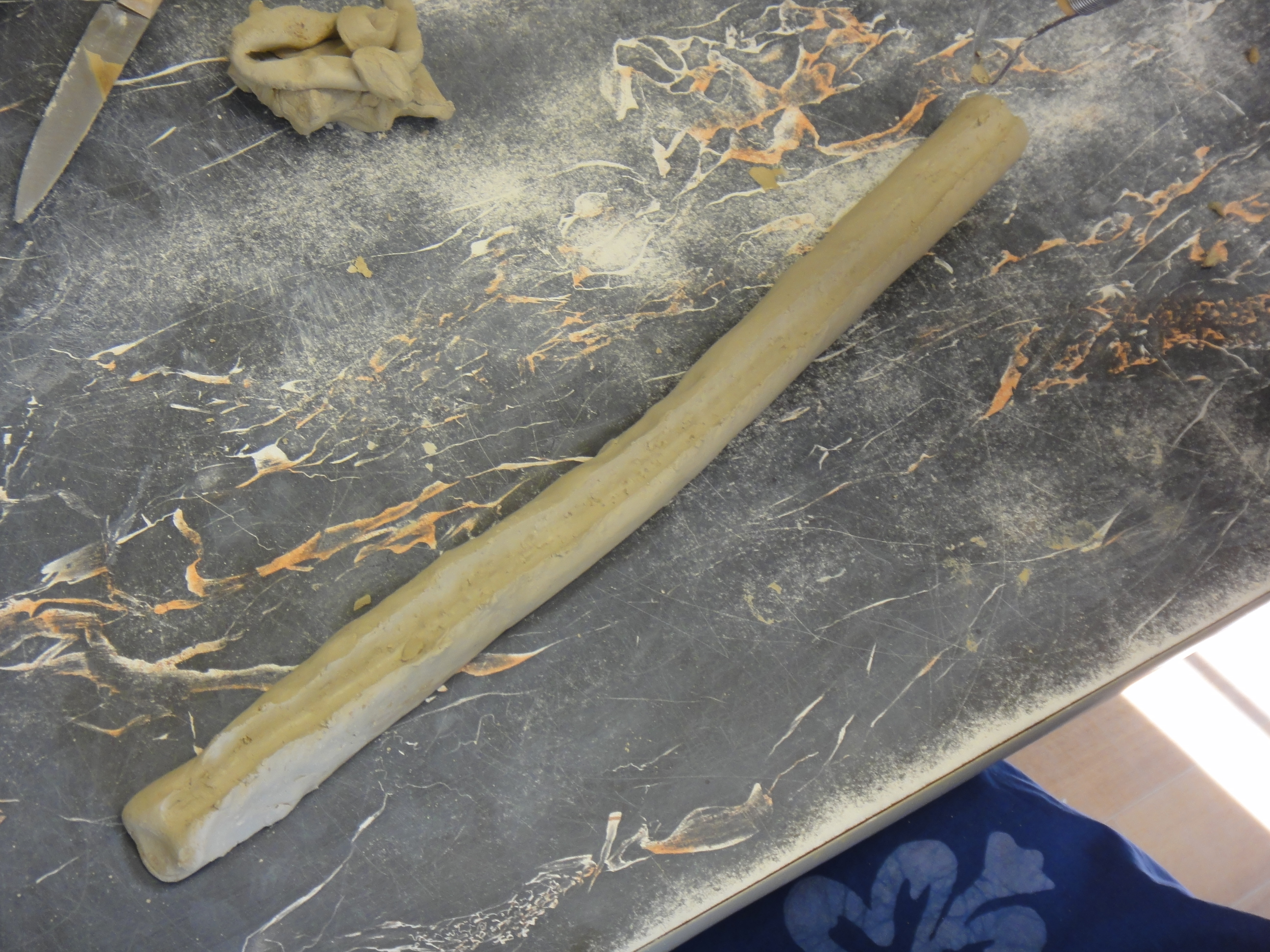
Vorbereiteter  Wulst
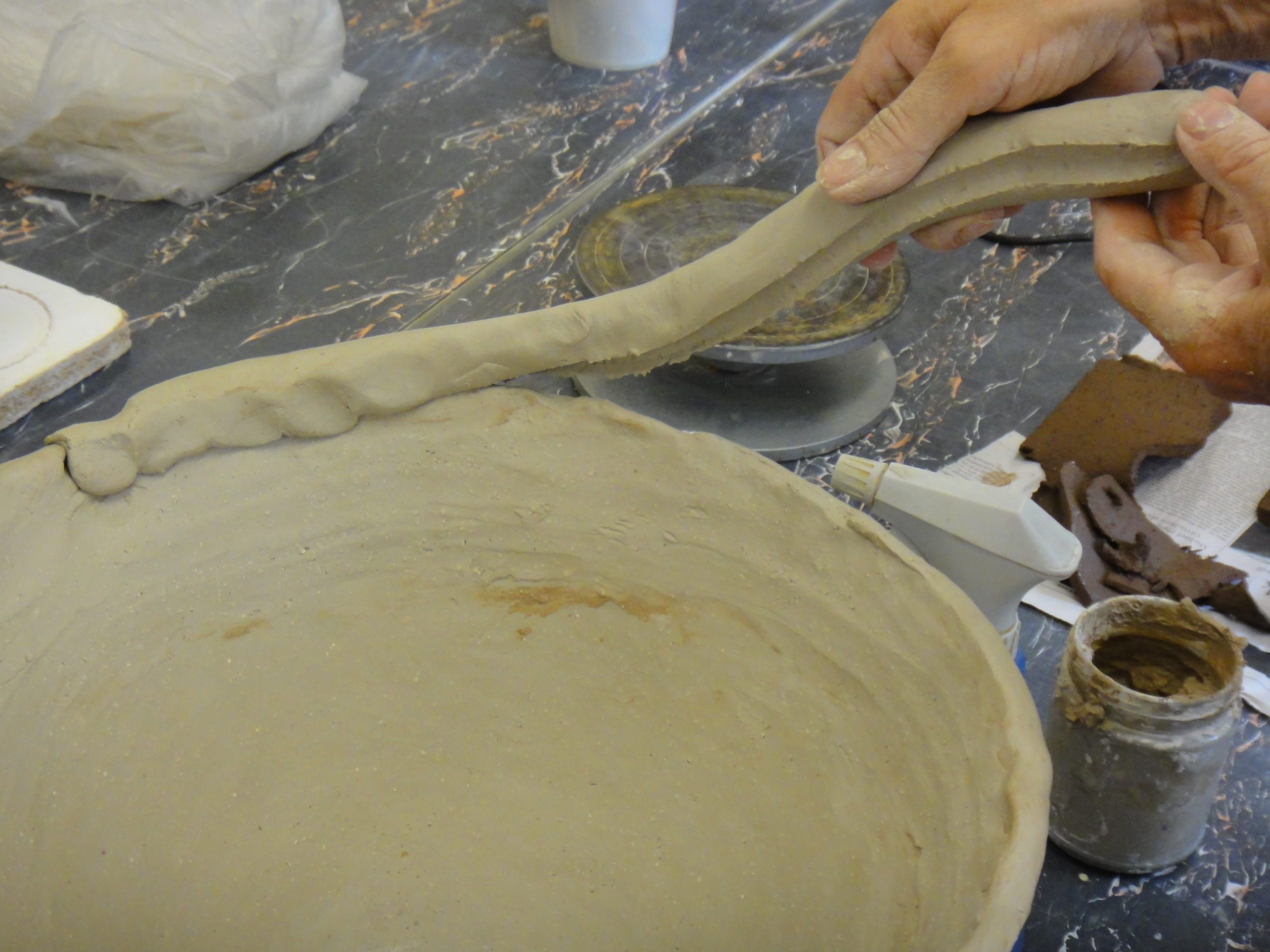
Aufsetzen des Wulstes
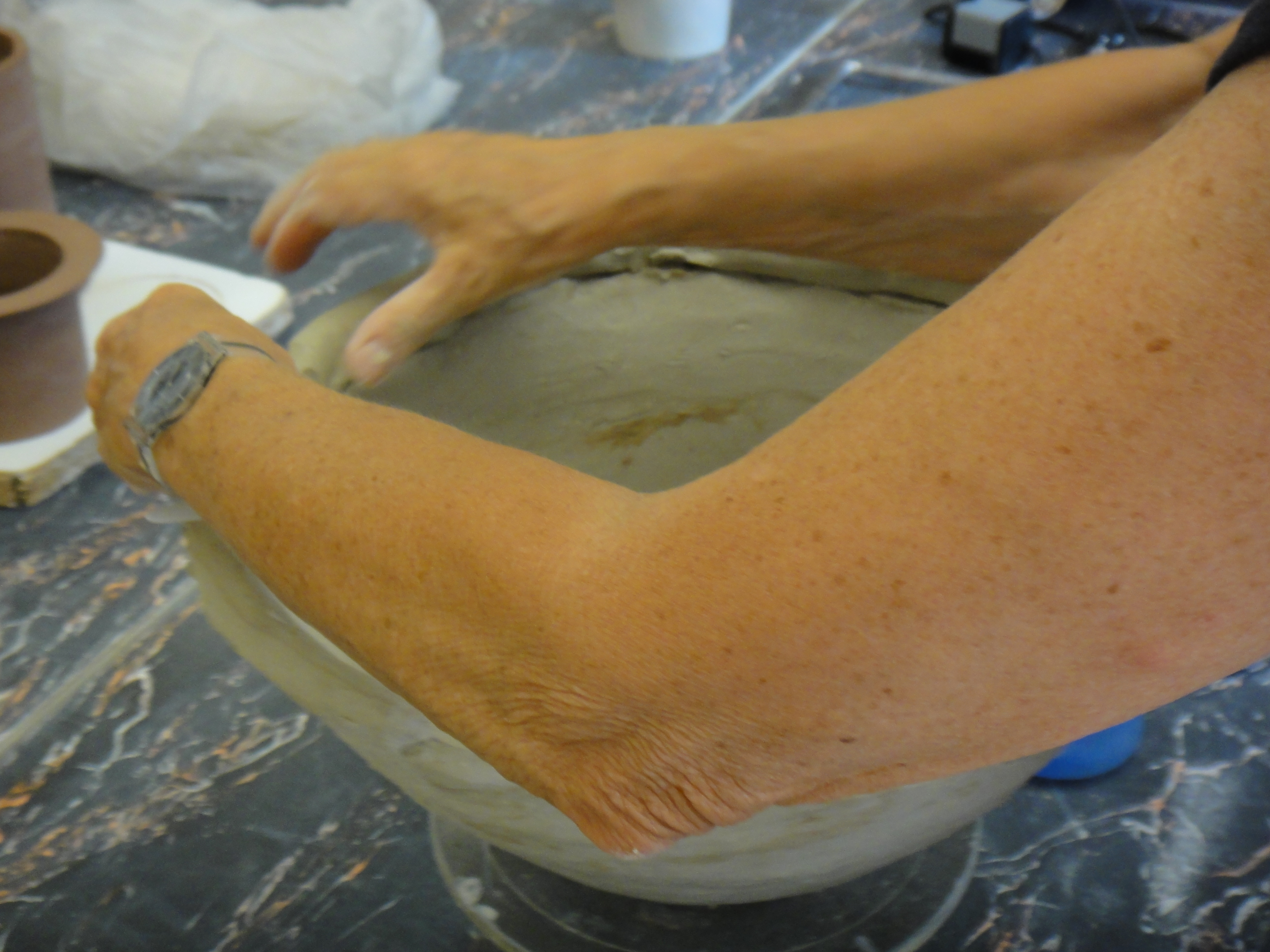
Verstreichen des aufgesetzten Wulstes mit dem oberen Rand des Werkstücks
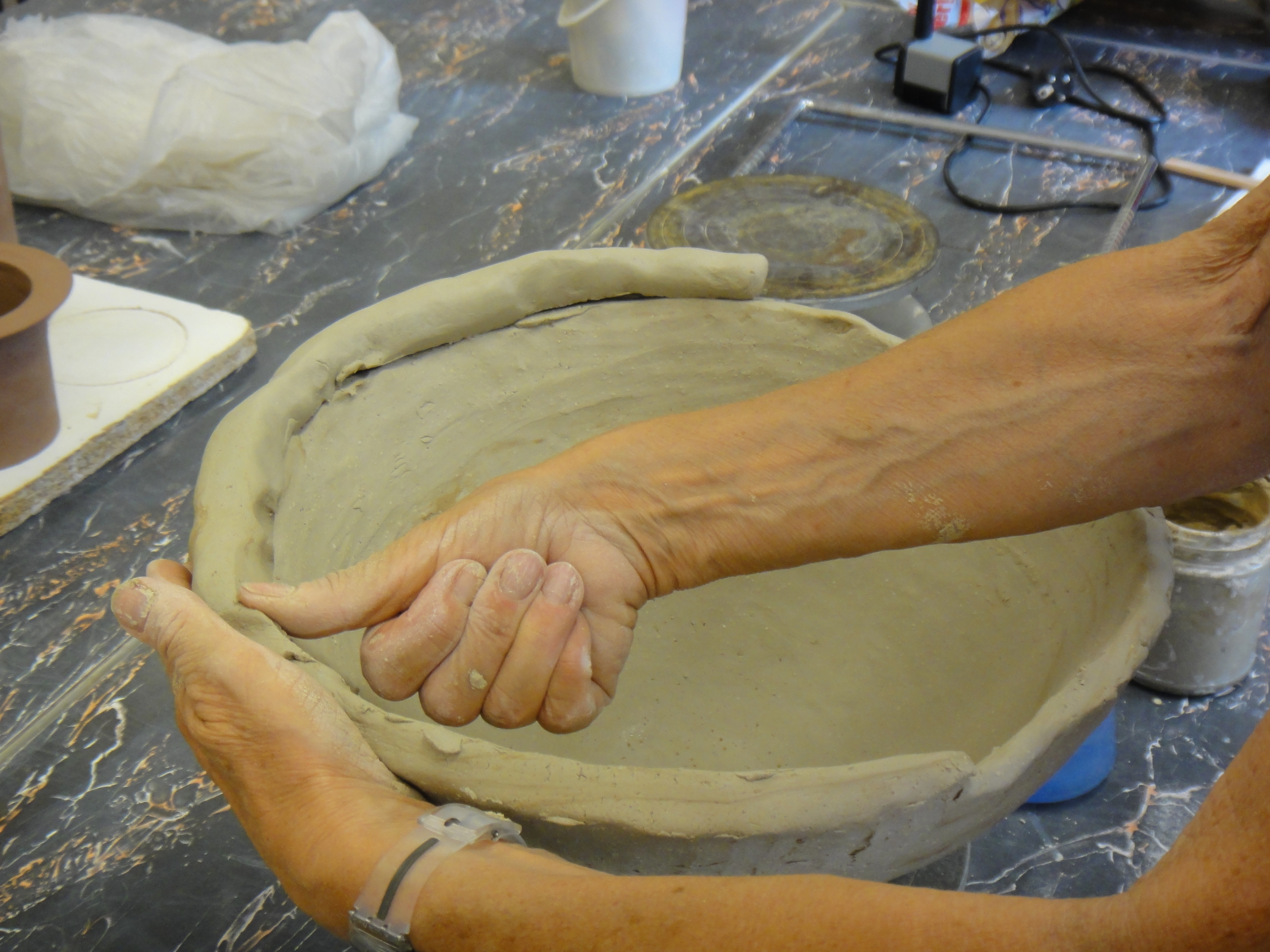
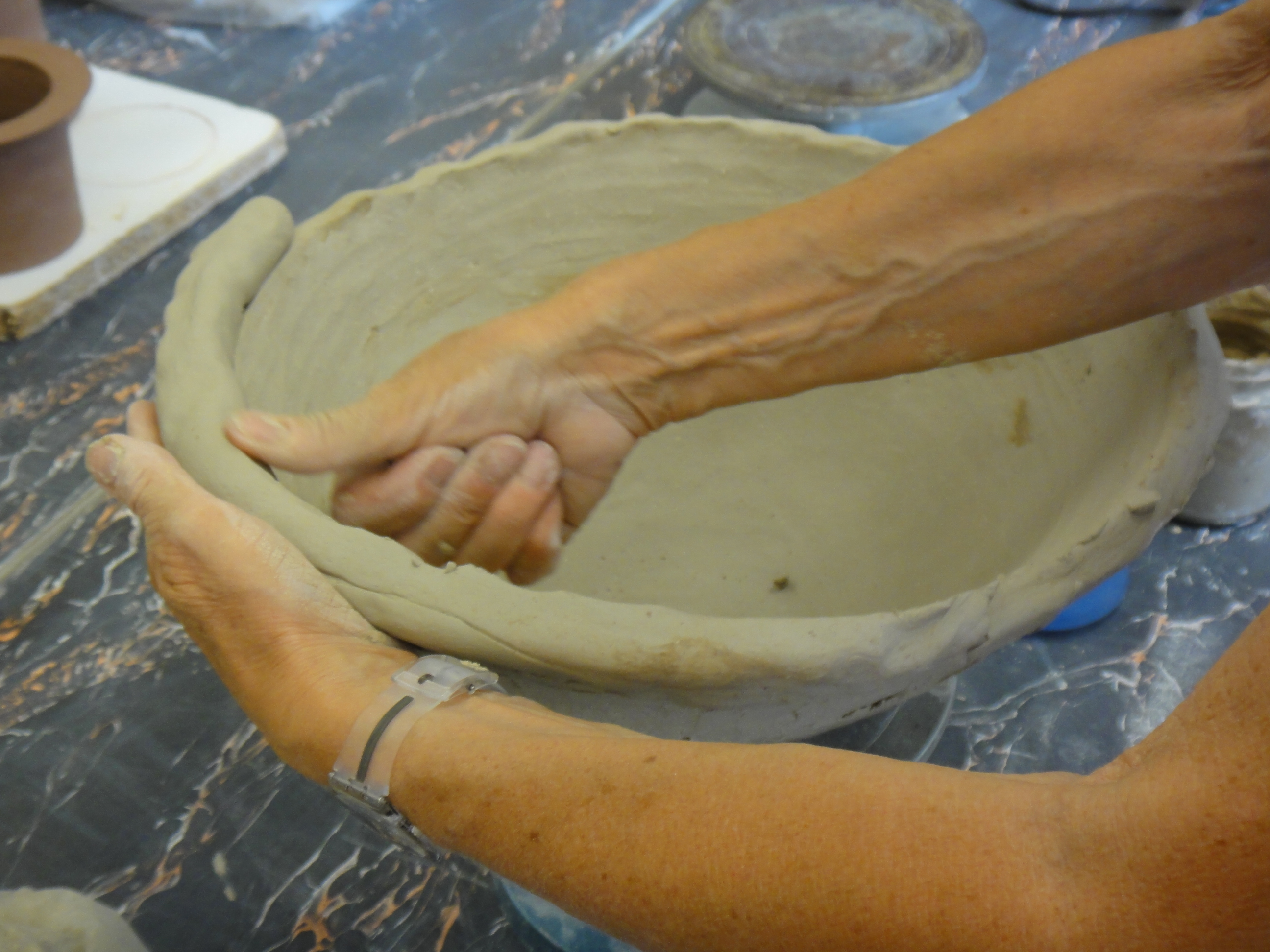
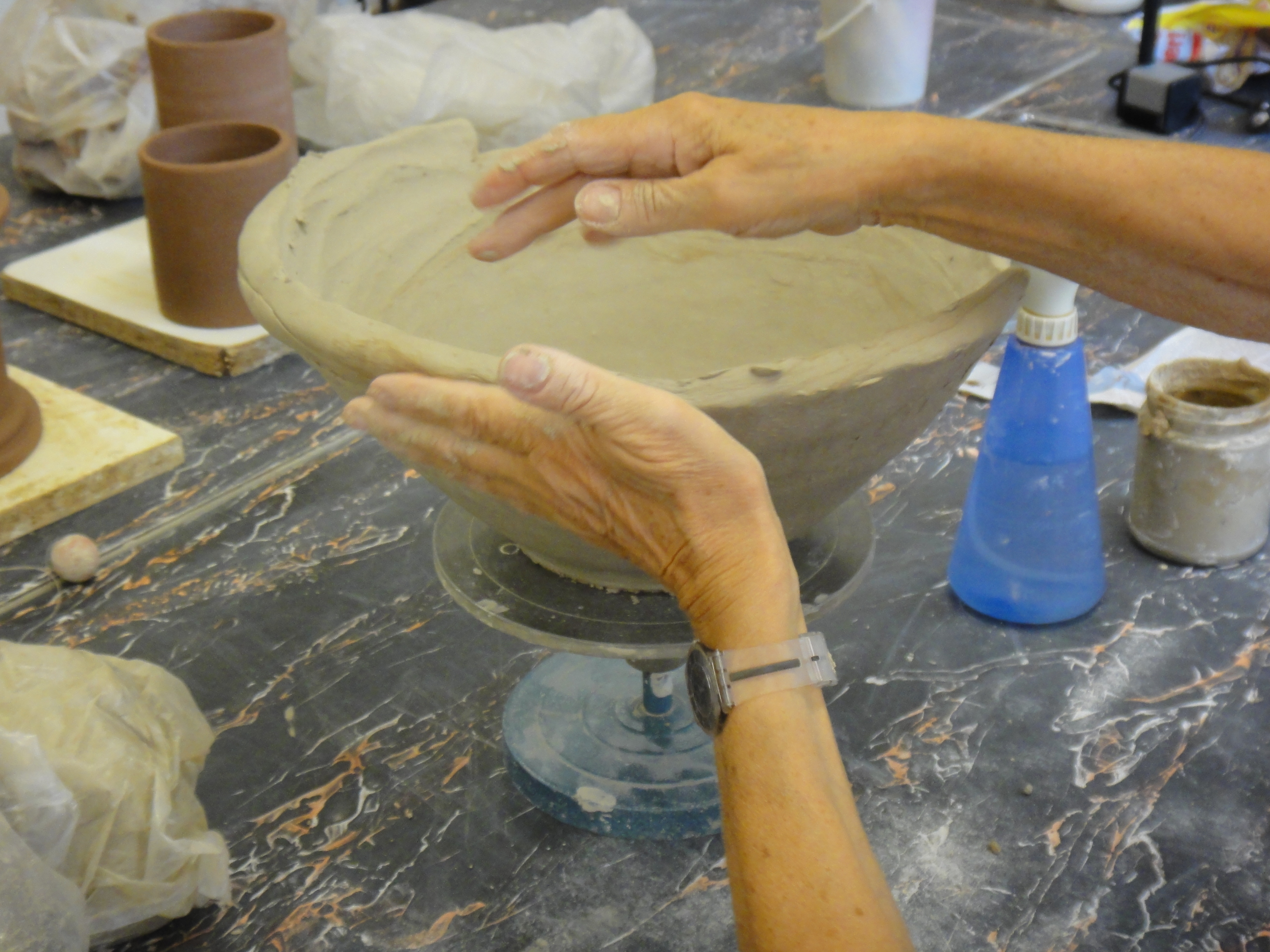
Der aufgesetzte Wulst wurde mit dem inneren oberen Rand des Werkstücks verbunden
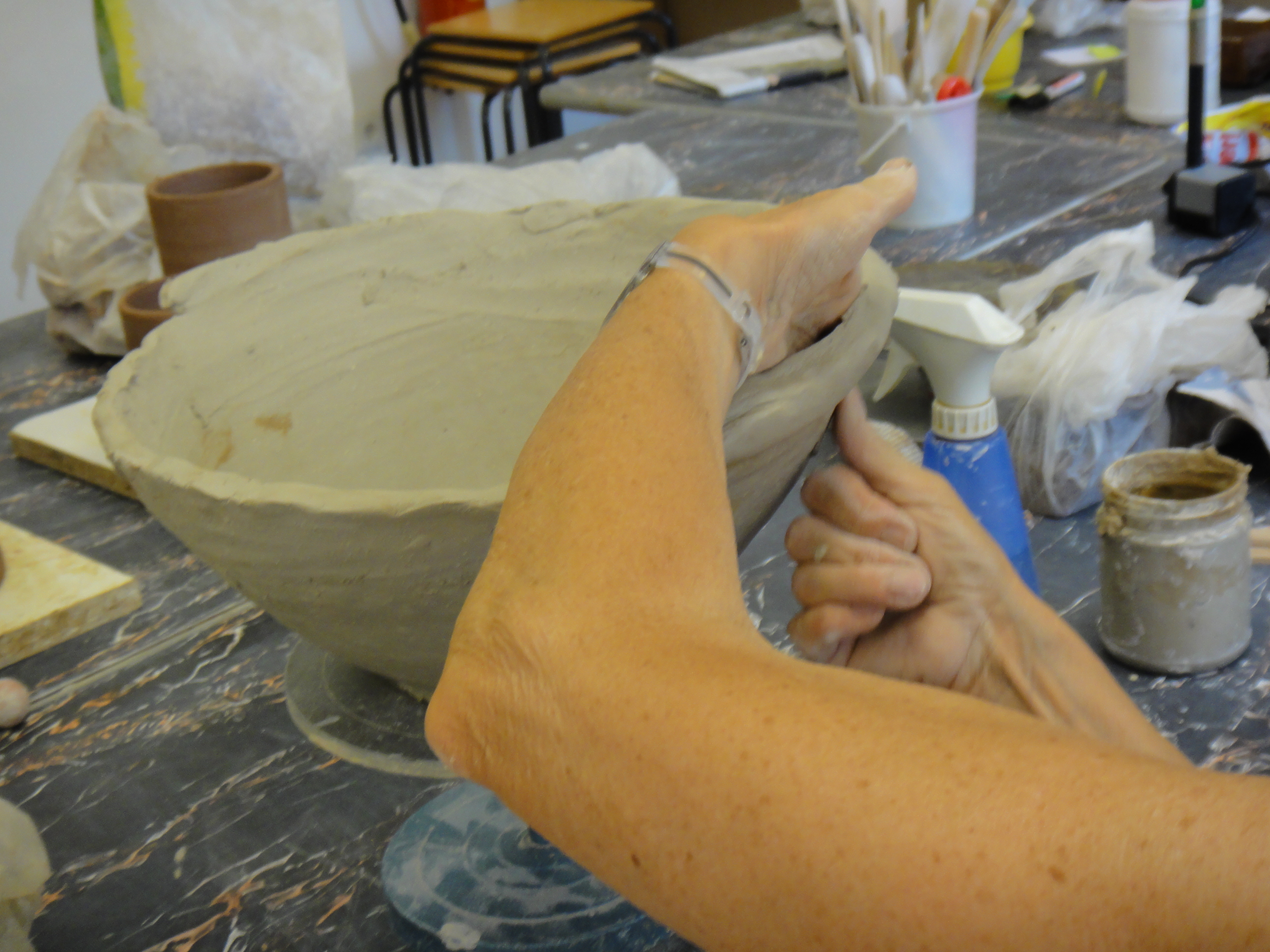
Der aufgesetzte Wulst wird mit dem äußeren oberen Rand des Werkstücks verbunden
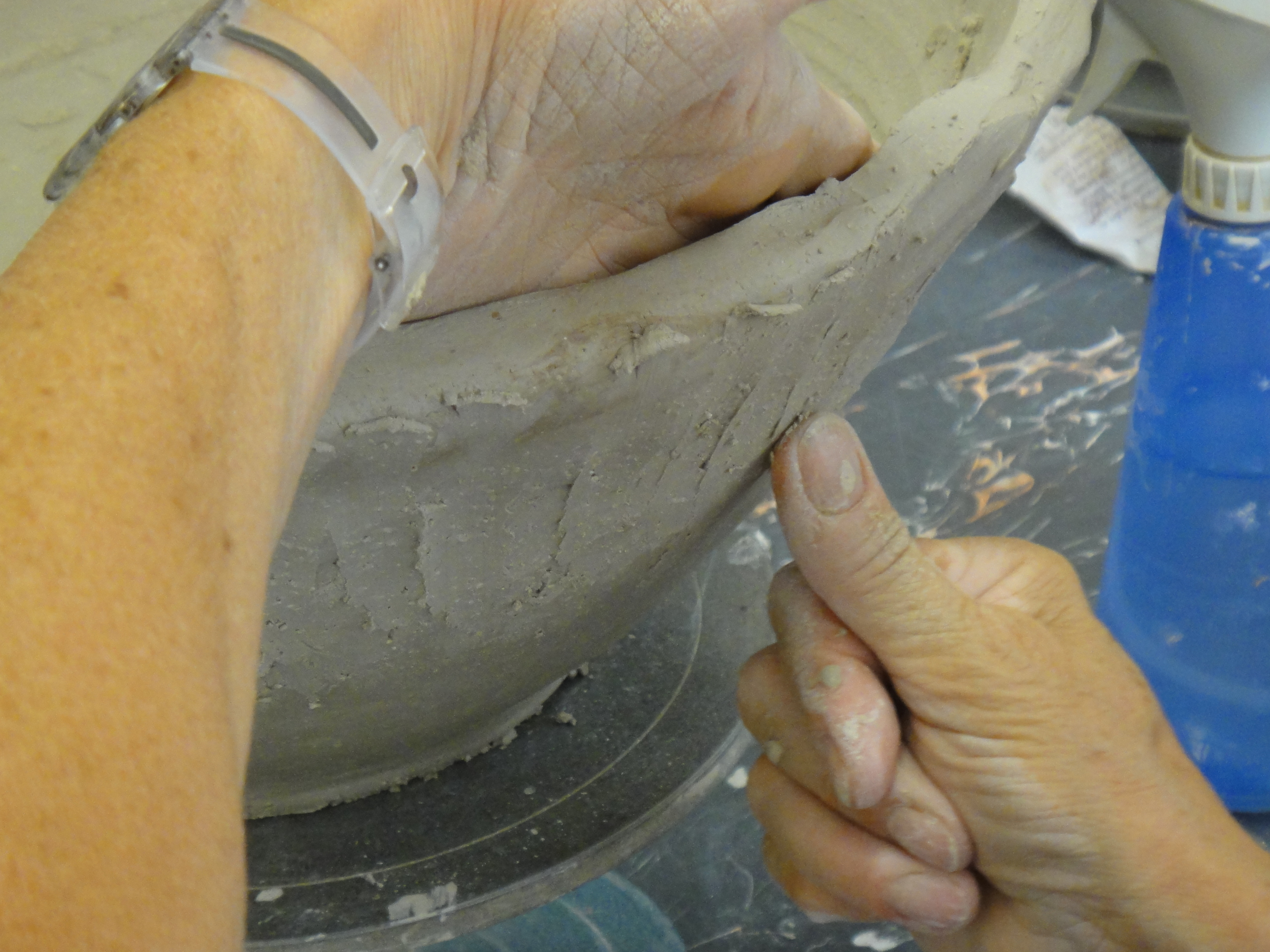

Beim Aufbau von Gefäßen baut man die Rollen auf einer Grundplatte auf, welche die gewünschte Bodenform des späteren Gefäßes besitzt. Beim Aufbau einer Skulptur kann ebenfalls eine Grundplatte verwendet werden. Dieses ist aber nicht zwingend notwendig. 
Um die Keramik von allen Seiten gleichmäßig bearbeiten zu können, wird die Arbeit meistens auf einer Ränderscheibe ausgeführt. Bei rotationssymmetrischen Objekten hat man auf der Ränderscheibe auch die Möglichkeit, das Objekt ähnlich wie beim Drehen zu überarbeiten, und so eine glatte Oberfläche zu erzeugen.